# Jägerhorn
Jägerhorn är en av tre finsk-svenska adelsätter:
1. Jägerhorn af Spurila, svensk adlig ätt nr 114, finl. nr 5. Den svenska grenen slocknade 1877. Ätten fortlever i Finland och i USA. En gren har återflyttat till Sverige och har representationsrätt på det svenska riddarhuset sedan 1978.
2. Jägerhorn af Storby, svensk adlig nr 226, finl. nr 19. Ätten är utslocknad helt och hållet.
3. Jägerskiöld (nr 1100 sv., nr 79 i Finl.) ändrades efter process från von Jägerhorn till Jägerskiöld 1689. Ätten Jägerskiöld fortlever i Finland.

Ätterna för liknande vapen som består av jägerhornet i gehäng. Om släkternas påstådda gemensamma ursprung, se Jägerhorn af Spurila.